# Pterosemigastra oenone
Pterosemigastra oenone är en stekelart som beskrevs av Girault och Alan Parkhurst Dodd 1915. Pterosemigastra oenone ingår i släktet Pterosemigastra och familjen puppglanssteklar. Inga underarter finns listade i Catalogue of Life.